# Подлипненский сельский совет
Подлипненский сельский совет (укр. Підлипненська сільська рада) — входит в состав
Конотопского городского совета
Сумской области
Украины.
Административный центр сельского совета находится в 
с. Подлипное.

## Населённые пункты совета
- с. Подлипное
- с. Калиновка
- с. Лобковка